# Intersubjectivité
Pour le concept phénoménologique, voir Intersubjectivité (phénoménologie).

« La conversation » (auteur inconnu).

L'intersubjectivité est l'idée que les humains sont des sujets pensants capables de prendre en considération la pensée d'autrui dans leur jugement propre. 
Ce concept philosophique est développé pour la première fois par Emmanuel Kant dans la Critique de la faculté de juger. Il est repris et critiqué par une bonne partie de la philosophie ultérieure, notamment par Fichte, Hegel, Husserl, Arendt, Popper, Sartre, Levinas, Merleau-Ponty, Habermas, Honneth, Deleuze, Marion, Savater.

## Philosophie

### Philosophie herméneutique de Gadamer
La notion de l’intersubjectivité est un aspect central de la philosophie herméneutique, surtout dans les travaux de ses plus grands promoteurs, notamment Hans-Georg Gadamer, Paul Ricœur et Jürgen Habermas. Dans son magnus opus Vérité et méthode, Gadamer propose un modèle de la compréhension qui se base sur le jeu de question et réponse comme mécanisme de vérification et sur le caractère intersubjectif du langage comme condition nécessaire à la communication.
Dans le contexte d’une critique de l’attachement des sciences de l’esprit à la méthode scientifique, Gadamer démontre que le plus grand préjugé des Lumières c’est le préjugé contre les préjugés, et que l’explicitation du préjugé peut mener à un plus grand niveau de compréhension. C’est dans ce sens que le préjugé peut être vu de façon positive, non seulement parce qu’il est universel (dans le sens où le préjugé et la précompréhension constituent la base de tout acte de communication) mais aussi parce qu’il représente un potentiel de transformation du Soi.
S’il y a la possibilité d’intersubjectivité dans l’herméneutique de Gadamer, ce n’est pas à travers l’identification avec l’Autre, ni à travers l’intégration de l’Autre, mais par la création d’un langage temporaire commun qui permet au Soi et à l'Autre de regarder un objet extérieur aux deux, un processus que Gadamer nomme fusion des horizons (voir Charles Taylor et Jean Grondin).
Dans chaque situation d’intersubjectivité, le Soi arrive avec son propre bagage (psychologique, social, culturel et intellectuel) et la nature du savoir produit de la rencontre dépend de sa capacité d’articuler un certain niveau de conscience par rapport à sa propre tradition. La philosophie herméneutique de Gadamer (qu’il qualifie plutôt d’herméneutique philosophique) a été critiquée par Habermas, qui a questionné les bases idéologiques de sa position fondamentalement universaliste et ontologique; et a été interprétée par Ricœur, qui explique les liens historiques entre l’herméneutique et la phénoménologie et qui propose une voie philosophique entre Habermas et Gadamer qu’il qualifie d’« herméneutique critique ».
La fusion des horizons
« Si, dans mes propres travaux, je dis qu’il est nécessaire qu’en toute compréhension, l’horizon de l’un se fusionne avec l’horizon de l’autre, il est clair que cela ne signifie pas non plus une unité stable et identifiable, mais quelque chose qui arrive à la faveur d’un dialogue qui se poursuit toujours. »
L’idée d’une « fusion des horizons » est fortement associée aux travaux de Gadamer. Sa thèse est que l’on comprend toujours, du moins en partie, à partir de son propre horizon. Ce processus n’est pas toujours conscient à l’individu. Pour atteindre la compréhension, il doit avoir une fusion des horizons entre celui de l’interprète et de son objet au point où on ne peut faire la distinction entre les deux. Le critère d’une interprétation juste, dit Gadamer, est qu’elle ne se fait pas remarquer, tant elle se fusionne avec l’essence même de la chose.
Il peut y avoir une fusion entre les horizons du présent et du passé dans la compréhension d’un document historique. Elle est également présente dans la compréhension d’une œuvre d’art, d’autrui, d’une culture et dans la compréhension de soi.
Gadamer répond au modèle positiviste selon lequel il faut se détacher complètement de son objet d’étude pour le comprendre. 
Selon Jean Grondin, il y a deux moments dans la fusion des horizons. Le premier moment est le caractère « événementiel » du comprendre, et de la transformation qu’il implique. Le second moment est l’acte de contrôle de la fusion d’horizons.
La première fusion d’horizons se produit entre la pensée et le langage. La seconde fusion d’horizons est celle du langage et des choses.

### L'épistémologie de Karl Popper
En épistémologie, et selon le philosophe des sciences Karl Popper, les tests expérimentaux qui peuvent être réalisés pour mettre à l'épreuve le contenu explicatif d'une théorie, doivent avoir une portée intersubjective. Cela signifie qu'ils ne peuvent être isolés, et doivent pouvoir être reproduits par d'autres membres de la communauté scientifique. Selon Popper, aucun énoncé qui ne peut être contrôlé de manière intersubjective, ne peut être utile à la science.
De la même façon le constructivisme considère qu'il ne peut y avoir de connaissance objective mais uniquement intersubjective.

### Husserl et l'intersubjectivité
(octobre 2013).
Sa qualité peut être largement améliorée en utilisant un vocabulaire plus directement compréhensible.
Cette section ne s'appuie pas, ou pas assez, sur des sources secondaires ou tertiaires indépendantes du sujet. Le texte peut contenir des analyses inexactes ou inédites de sources primaires.
Pour l'améliorer, ajoutez-en, ou placez des modèles {{Source secondaire souhaitée}} ou {{Source secondaire nécessaire}} sur les passages mal sourcés. (juillet 2025)
La plus importante contribution de Husserl pour penser l’altérité se trouve dans la 5e méditation des Méditations cartésiennes. Dans cette section, Husserl tente de répondre aux problèmes posés par le solipsisme et le scepticisme : comment savoir si le monde environnant est un monde objectif, qui peut persister sans moi ? Comment savoir si l’évidence que fait l’ego d’objets transcendants (objets qui ne sont pas sujets) n’est pas une projection ni une illusion ?

#### Le critère psychophysique
Pour répondre à ces questions, Husserl se voit contraint de prendre un détour méthodologique : il lui faut partir de l’expérience transcendantale[C'est-à-dire ?] de l’ego pour envisager l’altérité du monde et d’autrui, et en conséquence procéder par épochè. Paradoxalement, autrui est dès lors un problème qui doit se constituer au sein de l’ego, partant de l’expérience propre de celui-ci.  
Le point de départ de la 5e Méditation est alors de savoir comment expliquer l’altérité si toute expérience est une expérience que je constitue, en tant que sujet transcendantal ? Pour Husserl, il doit forcément y avoir des modes de ma conscience qui sont ouverts à l’altérité et que je ne puis réduire à ce que je fais et vis moi-même. Il doit y avoir une distinction entre la conscience de moi-même et la conscience de l’étranger ; une conscience de l’étranger irréductible à la conscience de moi-même.
Husserl propose l’hypothèse que la sphère de l’ego transcendantal comprend la totalité des modes de conscience ; mais en plus des modes de conscience propre il existe des modes qui ne se réduisent pas au moi[pas clair]. C’est cette irréductibilité qui me permet d’approcher l’autre, de reconnaître une transcendance.
Or, nous n’avons pas d’autre point de départ que celui de l’expérience du cogito, et nous sommes donc forcés de reconnaître que la transcendance est d’abord une impression[Quoi ?]. C'est seulement en procédant par réduction phénoménologique (épochè), en mettant hors circuit la réalité extérieure, que je pourrai voir comment autrui et le monde se constituent, m’apparaissent. L’existence d’autrui ne peut de cette manière pas être présupposée car dès lors je ne pourrais pas la redécouvrir. C’est seulement sous la forme d’une exclusion hors de ma sphère propre que je puis découvrir autrui. En distinguant mon corps propre (site de ma perception, expérience, que je gouverne) ou mon je psychophysique (sujet identique relié directement à ses multiples objets intentionnels), je découvre un critère immanent par lequel je peux découvrir ce qui m’est étranger[pas clair]. Le critère du corps propre constitue le critère du corps étranger (p. 147) : en me reconnaissant comme moi-même, je me distingue d’emblée de tout ce que je ne suis pas. 

#### L’horizon et l’alter ego
L’expérience d’objets physiques est toujours marquée d’un horizon qui est une possibilité de prévision des faces cachées de ces objets. L’horizonalité est la manifestation d’une loi de présentation qui est indépendante de moi (i.e. je ne décide pas de la manière ni du moment auquel un objet se présente à moi).
L’horizon dans lequel apparaît l’alter ego n’est pas seulement l’horizon d’un objet physique, mais il nous propose un surplus de transcendance ou d’altérité.
Selon Husserl (Husserl, 1994;157)) on peut reconnaître autrui par son horizon particulier. Comme pour l’objet, autrui comporte des faces cachées : par exemple, je ne vois pas son dos de face, tout comme je ne vois pas les quatre faces du cube en une fois. Mais il a ça de différent avec l’objet en ce qu’il contient une autre dimension que ce dernier n’a pas qui est son intériorité ou intimité (ses pensées, etc.). La présence d’autrui implique une partie de son être qui se tient en réserve de façon incontournable et irréductible. Autrui comporte une irréductibilité plus irréductible que l’objet – car on suppose que l’objet est connaissable sur un mode asymptotique alors qu’autrui ne l’est pas. 
Pour Levinas, Husserl se trompe en concluant qu’autrui acquiert son statut seulement par le fait de résister au moi. Selon lui, ce qui est irrécupérable est propre à autrui et n’a donc rien à voir avec le moi.
La notion d’horizon fait que je reconnais autrui par mode d’une analogie spontanée, c’est-à-dire qu’autrui m’est une donnée immédiate et n’a pas besoin d’être « déduit » à la manière de Descartes. Il y a une passivité primordiale qui fait qu’autrui (comme tout objet physique) m’est donné comme toujours déjà là, et que si j’arrive à le constituer dans sa cohérence et son unité c’est grâce à un acte ou une synthèse passive.

## Approches psychologiques

### Approche de Golse
Ce concept recouvre « la reconnaissance que soi et l'autre sont des personnes distinctes ayant chacune des intentions, des désirs différents »[réf. incomplète].
L'intersubjectivité se manifeste par la qualité du regard de l'enfant, celle de sa voix, par des capacités d'anticipation lorsque la mère dispense des soins et par le Je grammatical. À partir du moment où l'enfant présente ces comportements, on peut établir qu'il dispose d'intersubjectivité.
Selon Golse, il existe trois types de théories expliquant son acquisition :
- celle posant un processus lent et graduel ;
- celle posant qu'elle est donnée d'emblée ;
- celle posant qu'elle est acquise suivant un mouvement dialectique entre un noyau d'indifférenciation primaire et des noyaux d'intersubjectivité.

### Approches psychanalytiques
« Accepter que la psychanalyse clinique est intersubjective signifie reconnaître que la rencontre analytique consiste en une interaction entre deux subjectivités, celle du patient et celle de son analyste, et que la compréhension obtenue par le biais de la recherche analytique est le produit de cette interaction. »
La rencontre clinique psychanalytique suppose l’activation d’un mécanisme de transfert de la part du patient, à partir duquel les événements de l'enfance sont activés et mis en situation grâce au mécanisme de projection de l'ancien vécu sur la nouvelle situation et sur la figure du psychanalyste. Pour sa part, le psychanalyste ressent et active ses propres mémoires et vécus, qui sont mobilisés et entrent en scène sous le mécanisme de contretransfert. Dans ce sens, le contretransfert, une fois analysé, devient synonyme de résonance. 
Dans le dialogue établi entre psychanalyste et psychanalysé, les subjectivités des deux personnes se rencontrent en créant un nouveau texte, différent de celui des subjectivités individuelles. La finalité réside dans la compréhension du patient, plus précisément dans le processus de rendre intelligible les formations de l’inconscient (rêve, lapsus, symptôme, oubli entre les plus connus) qui sont des signes porteurs du refoulé. Autrement dit, il s’agit de rendre conscient, à partir d'un travail de coproduction, ce qui ne l’était pas auparavant. 
Dans cette perspective, la rencontre instituée au rang intersubjectif et matérialisée dans le nouveau texte construit, amène à une meilleure connaissance du Soi du patient et du thérapeute en fonction d’une négociation des sens et des significations attribuées aux expériences actualisées ou cocréées dans le dialogue clinique.

## Ethnographie de la communication
« A word is a bridge thrown between myself and another. »
En 1962, Dell Hymes propose l'application de la méthode ethnographique à l'étude de la communication dans The Ethnography of Speaking (ethnographie de la parole/conversation), ce qui donnera naissance à la discipline de l'ethnographie de la communication. L'objet d'étude est l'ensemble des activités de communication d'une communauté donnée, ce qui inclut autant les facteurs verbaux que non verbaux de la communication (ex. les silences, les expressions faciales).
Pour plusieurs, le langage se situe sur la frontière entre le Soi et l'Autre : « Language lies on the bordeline between oneself and the other. » tandis que pour d'autres, il est plutôt perçu comme ce qui permet au Soi d'entrer en contact avec l'Autre, de le rencontrer (ex. Volosinov). C'est ici qu'entrent en jeu deux concepts importants liés à l'intersubjectivité, à savoir le dialogue comme expérience intersubjective par excellence et le dialogisme, tel que décrit par Bakhtin, selon lequel le Soi est en dialogue permanent avec le monde qui l'entoure.

## Sociologie et intersubjectivité
L’approche d’Alfred Schütz peut être d’une grande utilité pour élaborer les théories de l’intersubjectivité en anthropologie, théories qui doivent être comprises comme un champ en devenir pour la discipline anthropologique.
D’origine autrichienne, Schütz quitte Vienne en 1939 après l’Anschluss pour Paris puis pour les États-Unis un an plus tard où il enseignera la sociologie à New York et ce jusqu’à sa mort en 1959. Il eut notamment comme étudiant Peter Berger, Thomas Luckman ou encore Harold Garfinkel (fondateur de l’ethnométhodologie). 
Schütz est considéré comme le père de la phénoménologie sociale. L’œuvre de Schütz se situe au carrefour de la sociologie compréhensive de Max Weber et de la phénoménologie transcendantale d'Edmund Husserl. Son travail porte sur l’activité du chercheur en sciences sociales (modèle rationaliste des idéaux-types) et sur son articulation avec la vie quotidienne (le Lebenswelt, monde vie, ou monde de la vie) qui doit déboucher sur une meilleure méthodologie pour les sciences empiriques, et notamment, en anthropologie, dans tout ce qui touche au travail ethnographique. 
Le problème que pose Schütz est celui d’une objectivité des sciences sociales à partir de l’ensemble des subjectivités qui constituent l’environnement, ce qu’il faut donc ici saisir c’est l’appréhension de « l’intersubjectivité comme un donné ontologique, un a priori structurel… ». Pour lui, les conditions de notre expérience au monde, en tant qu’ensemble de significations, sont donc déjà intersubjectives. Une meilleure compréhension des réalités sociales se trouve pour Schütz dans L’horizon d’être de toute accessibilité aux divers phénomènes culturels, d’où son détour par la phénoménologie, en tant qu’intentionnalité de la conscience, qui elle seule peut être appréhendée.